# Worthov test četiri točke
Worthov test četiri točke, također poznat kao Worthov test svjetla, jest klinički test za supresiju desnog ili lijevog oka. Supresija nastaje tijekom binokularnog vida, ako mozak ne obrađuje informacije dobivene od pojedinog oka. Ovo je uobičajena prilagodba kod strabizma, ambliopije i anizeikonije. 
Tijekom izvođenja testa, pacijent nosi anaglipičke naočale (s crvenom lećom preko jednog oka, obično desnog i zelenom lećom preko drugog oka, obično lijevog). Pacijentu se pokazuje modificirana svjetiljka (baklja) s četiri rupe, promjera približno 1 cm, raspoređene u obliku dijamanta. Rupe su obično raspoređene tako da ona na vrhu prikazuje crveno, lijeva i desna zeleno, a ona na dnu bijelo svjetlo. 
Budući da crveni filter blokira zeleno svjetlo i zeleni filter crveno svjetlo, moguće je utvrditi koristi li pacijent istovremeno oba oka na koordiniran način. Pacijent s binokularnim vidom će s otvorenim očima zamijetiti četiri svjetla. Ako pacijent zatvori ili suprimira jedno oko, vidjet će dva ili tri svjetla. Ako izostaje fuzija slika oba oka, pacijent će vidjeti pet svjetala. 
Udaljenost za testiranje može se mijenjati kako bi se ocijenila veličina područja supresije vidnog polja. Ako je svjetiljka na udaljenosti od 16 inča (40 cm) svjetla su veća i testira se veće područje supresije. Ako je svjetiljka na većoj udaljenosti, obično 10 stopa ili 3 m, testira se manje područje. 